# نوجيم ماييغن
نوجيم ماييغن (بالإنجليزية: Nojim Maiyegun) (مواليد 21 فبراير 1944) هو ملاكم نيجيري، مثّل بلاده في الألعاب الأولمبية الصيفية 1964.

## روابط خارجية
- نوجيم ماييغن على موقع بوكس ريك (الإنجليزية) (registration required)
- نوجيم ماييغن على موقع أوليمبيديا (الإنجليزية)
- نوجيم ماييغن على موقع اتحاد ألعاب الكومنولث (مؤرشف) (الإنجليزية)